# Пащенко, Константин Иванович
 Константи́н Ива́нович Па́щенко (1830—1900) — русский государственный деятель, Архангельский, Курляндский и Псковский губернатор. Тайный советник.

## Биография
Происходил из дворян. По окончании курса в Ришельевском лицее, 17 января 1855 года вступил в службу в попечительский комитет об иностранных поселенцах южного края России помощником столоначальника и в том же году был назначен столоначальником. В 1859 году перемещён столоначальником в канцелярию Новороссийского и Бессарабского генерал-губернатора.
В 1874 году назначен Херсонским вице-губернатором. Неоднократно участвовал в ревизиях делопроизводств различных государственных учреждений. Был произведён в чин действительного статского советника 13 августа 1877 года. Награждён орденами Св. Станислава 2-й ст. с императорской короной (1870) и Св. Анны 2-й ст. (1872).
В 1883 году был назначен Архангельским губернатором, в 1885 году — Курляндским губернатором, в 1888 году — Псковским губернатором. В 1889 году был произведён в чин тайного советника. Имел орден Белого орла.
Умер в 1900 году; был похоронен в монастырской церкви Ивановского монастыря в Пскове. В Великолукской женской гимназии в 1900 году была учреждена именная стипендия Константина Ивановича Пащенко.

## Семья
Жена Агафия Михайловна.
Дети:
Николай (3.12.1875, Херсон).